# Amt Torgelow-Ferdinandshof
Amt Torgelow-Ferdinandshof – związek gmin w Niemczech, leżący w kraju związkowym Meklemburgia-Pomorze Przednie, w powiecie Vorpommern-Greifswald. Siedziba związku znajduje się w mieście Torgelow.
W skład związku wchodzi siedem gmin, w tym jedna gmina miejska (Stadt) oraz sześć gmin wiejskich (Gemeinde):
1. Altwigshagen
2. Ferdinandshof
3. Hammer a. d. Uecker
4. Heinrichswalde
5. Rothemühl
6. Torgelow, miasto
7. Wilhelmsburg

## Zmiany administracyjne
- 25 maja 2014
  - przyłączenie gminy Heinrichsruh do miasta Torgelow